# Fundacja „Na ratunek dzieciom z chorobą nowotworową”
Fundacja „Na Ratunek Dzieciom z Chorobą Nowotworową” – organizacja pożytku publicznego z siedzibą we Wrocławiu. Fundacja opiekuje się pacjentami wrocławskiej Kliniki Transplantacji Szpiku, Onkologii i Hematologii Dziecięcej „Przylądek Nadziei”, obsługującej pacjentów z całego kraju. Fundacja powstała 10 maja 1991 roku. W Krajowym Rejestrze Sądowym została zarejestrowana 31 stycznia 2002 roku pod numerem 0000086210. Co roku udziela pomocy blisko 2000 dzieci.

## Cel działalności i struktura administracyjna

### Cele statutowe
1. Zapewnienie dzieciom chorym na nowotwory dostępu do nowoczesnych osiągnięć medycyny onkologicznej
2. Objęcie kompleksową opieką dzieci dotkniętych chorobą nowotworową wraz z ich rodzinami
3. Utrzymywanie wysokiego standardu wiedzy onkologicznej wśród personelu medycznego pracującego z chorymi na nowotwory
4. Podnoszenie poziomu społecznej wiedzy o epidemiologii nowotworów dziecięcych, w tym o znaczeniu ich wczesnego wykrywania, możliwościach leczenia oraz o zagrożeniach środowiskowych

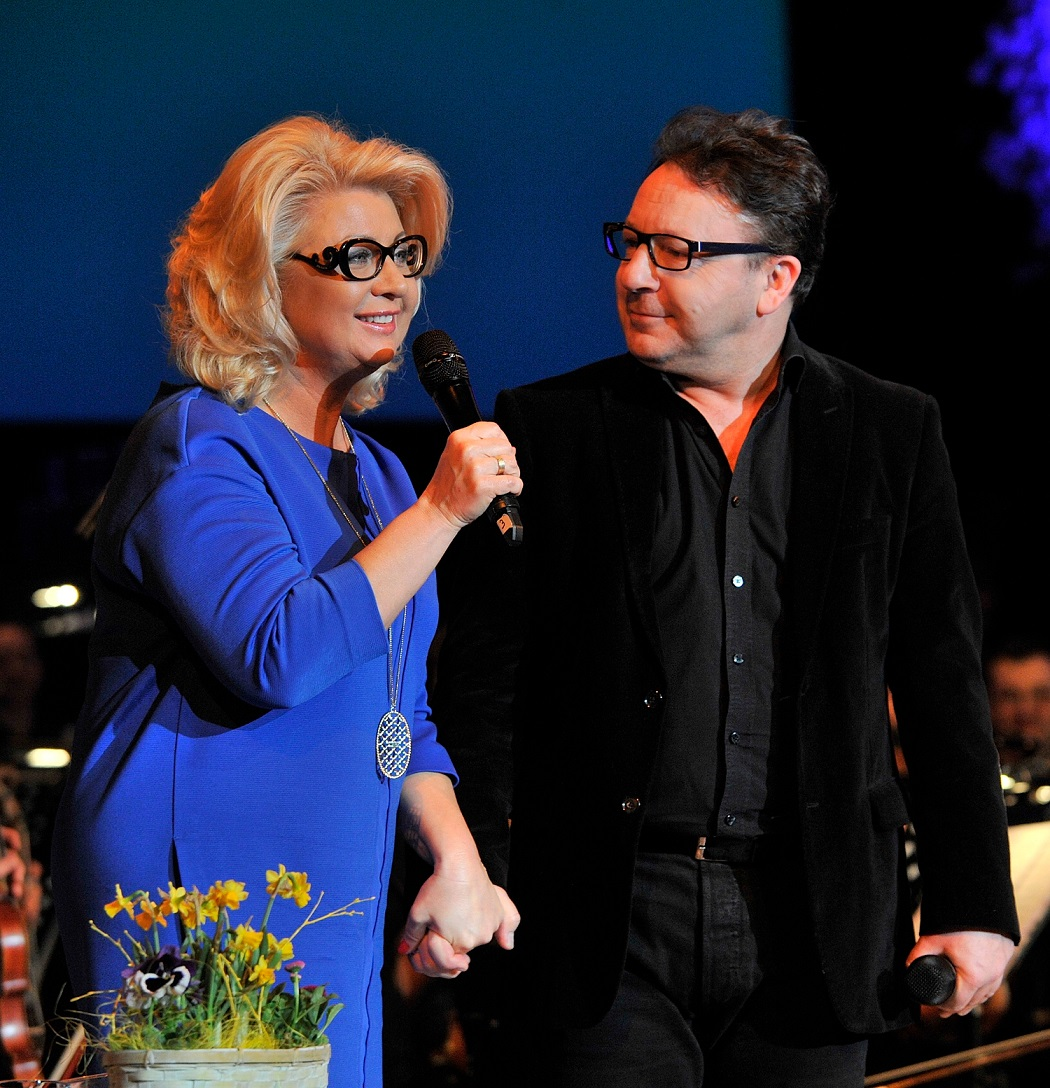
„Koncert nadziei” – Zbigniew Zamachowski (aktor), Agnieszka Aleksandrowicz (prezes fundacji)

### Zarząd Fundacji
- Mirosław Szozda[1] – prezes zarządu

## Działalność

### Klinika „Przylądek Nadziei”
Z inicjatywy Fundacji „Na Ratunek Dzieciom z Chorobą Nowotworową” wybudowany został „Przylądek Nadziei” – siedziba Kliniki Transplantacji Szpiku, Onkologii i Hematologii Dziecięcej we Wrocławiu. Jest to największy dziecięcy ośrodek przeszczepowy w Polsce. Wykonuje się w nim ponad połowę wszystkich transplantacji szpiku przeprowadzanych w kraju. „Przylądek Nadziei” jest Ponadregionalnym Centrum Onkologii Dziecięcej i odpowiada za leczenie chorujących na nowotwory na Dolnym Śląsku i w województwach ościennych. Rocznie klinika przyjmuje ponad dwa tysiące pacjentów z całej Polski.

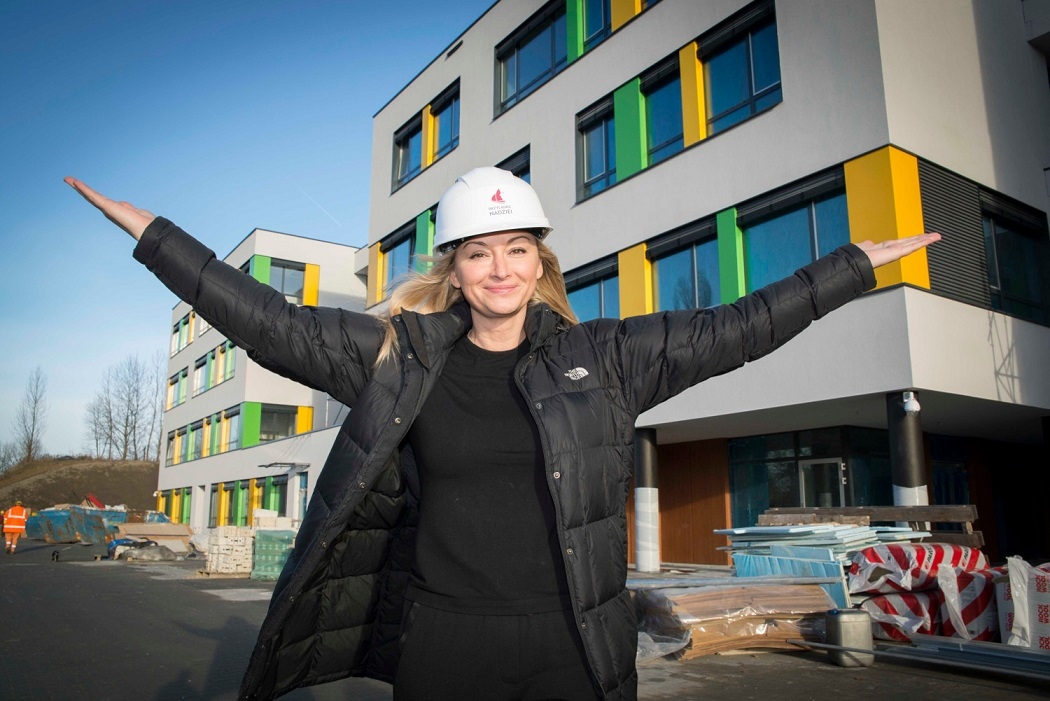
Martyna Wojciechowska na terenie budowy Kliniki „Przylądek Nadziei”

Fundacja „Na ratunek dzieciom z chorobą nowotworową” przeprowadziła ogólnokrajową społeczną akcję zbierania środków na rzecz budowy „Przylądka Nadziei” – zgromadzone w ten sposób zostało ok. 10 mln zł.
Istotnym krokiem w procesie budowy Kliniki było podpisanie w styczniu 2010 roku umowy o współpracy przy realizacji inwestycji między przedstawicielami Fundacji, Uniwersytetu Medycznego i Uniwersyteckiego Szpitala Klinicznego. Na jej mocy Fundacja sfinansowała projekt budowy o wartości 2,5 mln złotych. Na budowę kliniki Uniwersytet dostał z Unii Europejskiej 85 mln złotych dotacji. Ministerstwo Zdrowia przekazało na inwestycję pozostałe 15 mln zł. Klinika została wybudowana w ciągu dwóch lat. Pierwsi pacjenci zostali przyjęci 23 listopada 2015 roku.
Fundacja, na bieżąco dba o wyposażenie „Przylądka Nadziei” w sprzęt medyczny. W ciągu pierwszego roku funkcjonowania kliniki przekazała na ten cel ponad 1,8 mln zł. Wyposażenie nabyte w ramach tych środków to m.in. sekwenator do badań genetycznych, urządzenie do badań USG, stacje opisowe do tomografii komputerowej i rezonansu magnetycznego oraz samochód do transportu krwi.

### Pomoc dzieciom chorym na raka
Fundacja finansuje zakup nierefundowanych przez NFZ leków dla pacjentów „Przylądka Nadziei” oraz opłaca wyjazdy dzieci na terapie do Włoch lub Niemiec – z leczenia poza granicami kraju korzystają przede wszystkim pacjenci chorujący na neuroblastomę. Rocznie na finansowanie terapii prowadzonych poza granicami Polski Fundacja przeznacza ok. pół miliona złotych, dodatkowe 500 tys. złotych przeznaczane jest na pomoc socjalną dla podopiecznych Fundacji i ich rodziców, kolejne 150 tys. złotych Fundacja wydaje na rehabilitację pacjentów, którzy zakończyli leczenie.

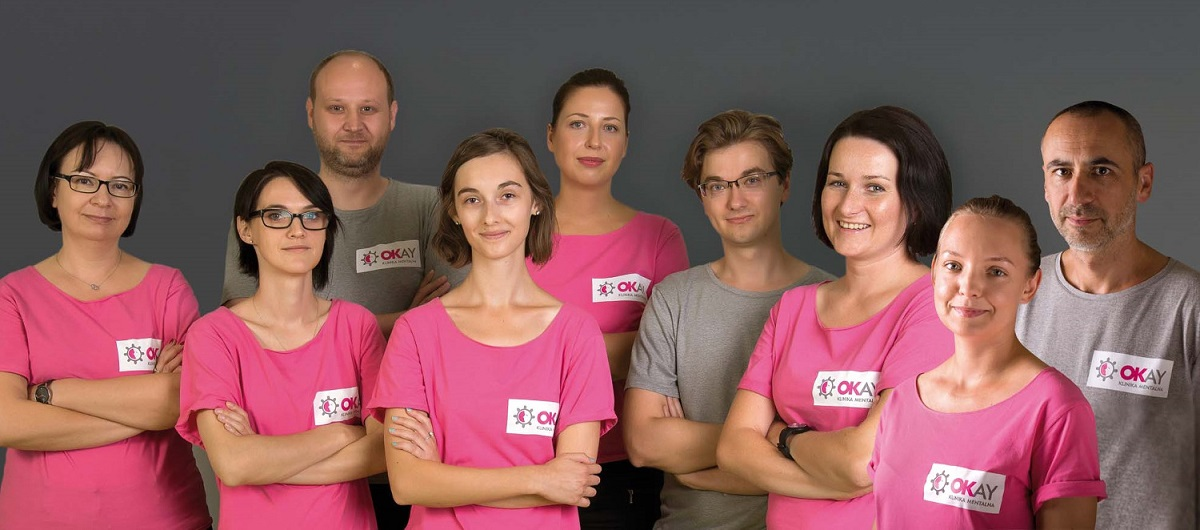
Personel „Kliniki mentalnej”

### „Klinika mentalna”
Fundacja prowadzi w „Przylądku Nadziei” „Klinikę mentalną”. Skupieni wokół niego specjaliści z dziedziny psychologii oraz pedagodzy mają za zadanie wspierać dzieci i ich rodziny w procesie leczenia, jednak ze względu na wymagające warunki pracy opieką psychologiczną objęci są również lekarze oraz pielęgniarki. Program „Kliniki mentalnej” ma za zadanie wspierać personel „Przylądka Nadziei” zapobiegając zjawiskom wypalenia zawodowego, kumulacji stresu oraz wprowadzać wysokie standardy współpracy z chorymi i ich najbliższymi.

### „Koncerty nadziei”
„Koncerty nadziei” to wydarzenia charytatywne cyklicznie organizowane przez Fundację we Wrocławiu od 2009 r. W 2016 roku podczas koncertu zorganizowanego w Narodowym Forum Muzyki Fundacji udało się zebrać 750 tys. złotych.
Unikatowa formuła „Koncertu nadziei” zakłada, że w jego pierwszej części w rolę występujących na scenie artystów wcielają się przedstawiciele podmiotów gospodarczych wspierających Fundację. Podczas drugiej części występują gwiazdy polskiej sceny muzycznej, filmowej i teatralnej. Na scenie towarzyszy im orkiestra symfoniczna „The Film Harmony Orchestra”. Dotychczas w koncertach udział wzięli m.in. Krystyna Prońko, Mietek Szcześniak, Anna Dereszowska, Artur Barciś, Zbigniew Zamachowski, Katarzyna Figura, Andrzej Grabowski, Mirosław Baka.

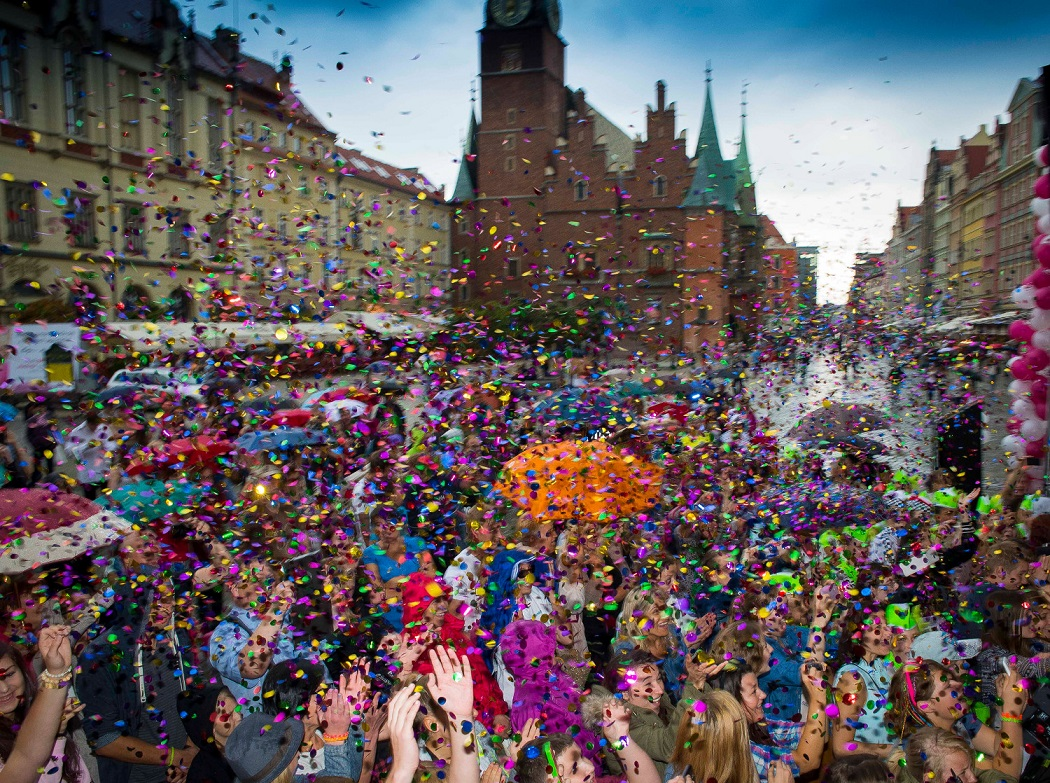
„Korowód nadziei”. Rynek wrocławski

### „Korowody nadziei”
„Korowód nadziei” to cyklicznie organizowana charytatywna parada, która we wrześniu przechodzi ulicami Wrocławia. W marszu bierze udział sekcja konna straży miejskiej oraz liczne, dolnośląskie grupy taneczne i wokalne. Do pochodu włączają się również wrocławianie. Celem organizacji korowodów to zwrócenie uwagi na sytuację dzieci walczących z rakiem, które ze względu na leczenie nie mogą wraz z rówieśnikami rozpocząć we wrześniu roku szkolnego.
W ramach „korowodu nadziei”, w 2016 roku na wrocławskim Rynku uformowany został wyidealizowany kształt serca o powierzchni ok. 90 m². W wyrysowanych wcześniej konturach zmieściło się ponad 400 osób – każda z nich trzymała w rękach czerwony karton symbolizujący wsparcie mieszkańców Wrocławia dla podopiecznych Fundacji.

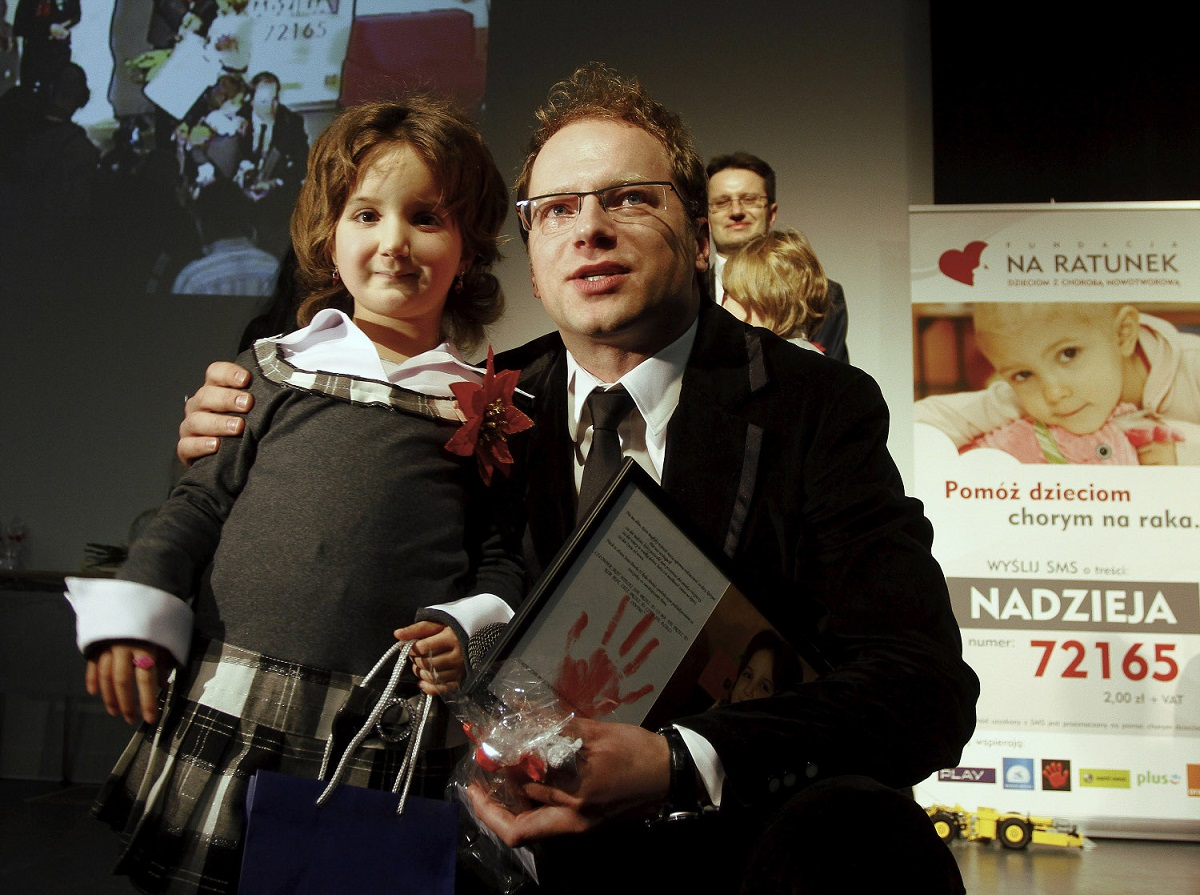
Spotkanie pacjentów – Maciej Stuhr (aktor)

### Spotkania pacjentów wyleczonych
Raz na dwa lata Fundacja organizuje we Wrocławiu spotkania pacjentów wyleczonych, na które przyjeżdżają goście z całego kraju. Są to głównie byli pacjenci kliniki onkologii dziecięcej we Wrocławiu, którzy pokonali chorobę nowotworową. Dzieci wraz z rodzicami spotykają się ze swoimi kolegami i koleżankami ze szpitalnych sal oraz z poznanymi w trakcie leczenia lekarzami i pielęgniarkami. Podczas imprezy organizowane są również spotkania dawców i biorców szpiku. W 2010 roku aktor Maciej Stuhr miał okazję poznać dziewczynkę, której kilkanaście miesięcy wcześniej ofiarował swoje komórki macierzyste.
Na każde spotkanie jest zapraszany gość honorowy. W 2016 roku specjalnym gościem był gen. Roman Polko.

## Źródła finansowania
Fundacja utrzymuje się główne z odpisów 1% podatku dochodowego od osób fizycznych, a także darowizn przekazywanych przez osoby prywatne oraz sponsorów instytucjonalnych. Fundacja jest jedną z 10 polskich organizacji pożytku publicznego, które notują największe wpływy z 1% odpisów podatkowych. W 2016 roku Fundacja zebrała w ten sposób blisko 6 mln złotych.

## Martyna Wojciechowska
Ambasadorką Fundacji „Na ratunek dzieciom z chorobą nowotworową” jest Martyna Wojciechowska. Podróżniczka, dziennikarka i prezenterka telewizyjna wspiera Fundację od momentu, w którym zrodził się pomysł na budowę „Przylądka Nadziei”. Szczególnie aktywna była w medialnych działaniach mających na celu zebranie środków na budowę Kliniki Onkologii Dziecięcej. Podróżniczka na ramieniu wytatuowała sobie współrzędne geograficzne Kliniki „Przylądek Nadziei”.
Martyna Wojciechowska każdego roku wspomaga Fundację w kampaniach zachęcających do przekazywania 1% podatku na rzecz realizacji działań statutowych. Dziennikarka angażuje się również w charytatywne imprezy i koncerty, organizowane przez Fundację. W 2016 roku w trakcie „Koncertu nadziei” dziennikarka przekazała Fundacji rzeźbę przedstawiającą Ganesha – hinduskiego boga szczęścia i dobrobytu. Na aukcji charytatywnej figura została zlicytowana za 230 tys. złotych.